# Ted Ditchburn
Ted Ditchburn, né le 24 octobre 1921 à Gillingham (Angleterre), mort le 26 décembre 2005, était un footballeur anglais, qui évoluait au poste de gardien de but à Tottenham Hotspur et en équipe d'Angleterre.
Ditchburn n'a marqué aucun but lors de ses six sélections avec l'équipe d'Angleterre entre 1948 et 1956.

## Carrière de joueur
- 1939-1959 : Tottenham Hotspur

## Palmarès

### En équipe nationale
- 6 sélections et 0 but avec l'équipe d'Angleterre entre 1948 et 1956.

### Avec Tottenham Hotspur
- Vainqueur du Championnat d'Angleterre de football en 1951.
- Vainqueur du Championnat d'Angleterre de football D2 en 1950.
- Vice-Champion du Championnat d'Angleterre de football en 1952 et 1957.